# Tsvetok na kamne
Tsvetok na kamne (russisk: Цветок на камне, da.: Blomst på stenen) er en sovjetisk dramafilm fra 1962 instrueret af Anatolij Slesarenko og Sergej Paradzjanov.
Filmen havde premiere den 1. september 1962 i Kijev. Egentlige biografdistribution begyndte den 24. januar 1963, og filmen solgte 5,2 millioner billetter i Sovjetunionen.

## Handling
En mineby bliver grundlagt og udbygget på steppen ved Donetsk. Formanden for ungdomsminen Grigorij Griva er forelsket i kammerat Ljuda, men håner ofte offentligt hendes manglende organisatoriske evner. Men når han er alene med hende, bliver han sky og genert, hvilket gør ham vred på sig selv, hvorfor han finde på nye drengestreger og pranks.
En parallel historie handler den smukke, men indadvendte pige Christinas tilsynekomst i minebyen. Hun kommer under indflydelse af præsten i en sekt, men komsomolmedlemmet Arsen, der er blevet forelsket i Christina, hjælper hende med at forlade sekten.

## Medvirkende
- Grigorij Karpov – Grigorij Griva
- Ljudmila Tjerepanova – Ljuda
- Inna Burdutjenko – Kristina
- Boris Dmokhovskij – Pavel Fedorovitj Vartjenko
- Georgij Epifantsev – Arsen Zagornyj

## Produktion
På grund af manglende sikkerhed under optagelserne døde skuespillerinden Inna Georgievna (Inna Burdutjenko) som følge af tredjegradsforbrændinger, som hun pådrog sig under optagelserne af en scene i brændende barakker. Filmens instruktør Anatolij Slesarenko blev tiltalt og dømt for sin rolle i ulykken. Filmen blev herefter færdiggjort af Sergej Paradsjanov, der gav filmen titlen Blomst på stenen (den hed oprindeligt Derfor elskede ingen).